# Labská Stráň
Labská Stráň (en allemand : Elbleiten) est une commune du district de Děčín, dans la région d'Ústí nad Labem, en Tchéquie. Sa population s'élevait à 232 habitants en 2021.

## Géographie
Labská Stráň se trouve sur la rive droite de l'Elbe, dans la Suisse bohémienne. Il est situé à 9 km au nord de Děčín, à 25 km au nord-est d'Ústí nad Labem et à 88 km au nord-nord-est de Prague.

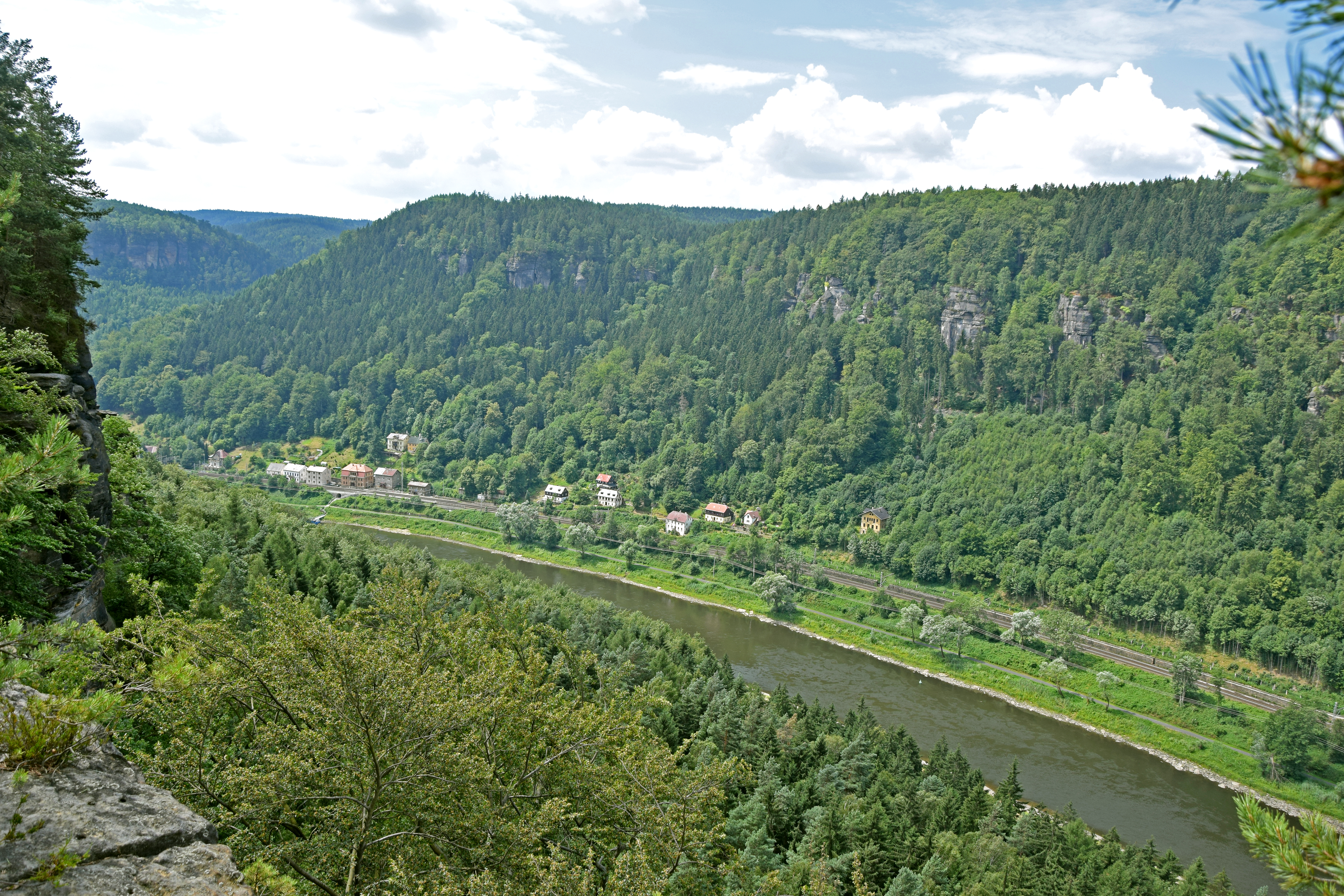
Vue depuis le rocher Zlomisková stěna.

La commune est limitée par Hřensko à l'ouest et au nord, par Růžová à l'est, et par Arnoltice à l'est et au sud.

## Histoire
La première mention écrite du village date de 1614.

## Site remarquable
Un belvedère (en tchèque : Belvedér) perché à 130 m au-dessus de l'Elbe offre une vue spectaculaire sur la vallée encaissée de l'Elbe. Le site a été aménagé au début du XVIIIe siècle par le prince Franz-Karl Clary-Aldringen.
|  |  |

## Transports
Par la route, Labská Stráň se trouve à 12 km de Děčín, à 37 km d'Ústí nad Labem et à 113 km de Prague.